# La Flaquesa
La Flaquesa és una masia situada al municipi de Navès, a la comarca catalana del Solsonès.